# Клюев, Владимир Владимирович
Влади́мир Влади́мирович Клю́ев (род. 2 января 1937 года) — академик Российской академии наук (2006), директор ЗАО «НИИИН МНПО «Спектр», г. Москва, доктор технических наук. Лауреат Государственной премии России (1997).

## Биография
Родился в Москве, русский. В 1960 г. закончил машиностроительный факультет МВТУ им. Баумана по специальности «инженер-механик».
В 1960—1964 годах младший научный сотрудник кафедры М-8 МВТУ им. Н. Э. Баумана. С 1964 по 1970 — старший научный сотрудник, заведующий отделом НИИинтроскопии. С 1970 по 1976 директор НИИинтроскопии, в 1976—1986 генеральный директор Московского НПО «Спектр». В 1986—1988 первый секретарь Ленинского райкома КПСС г. Москвы.
23 декабря 1987 года избран членом-корреспондентом АН СССР, с 25 июня 2006 года — академик РАН (отделение энергетики, машиностроения, механики и процессов управления).
С 1988 вновь генеральный директор МНПО «Спектр» (НИИинтроскопии (восстановлено прежнее название); ЗАО "НИИИН МНПО «Спектр»).
На выборах 12 июня 1991 года баллотировался на должность мэра Москвы в паре с кандидатом в вице-мэры Соловьёвым Анатолием Николаевичем (1943 г.р., главный врач городской клинической больницы № 6, депутат Верховного Совета РСФСР).
С 2001 президент ассоциации «Спектр-групп» (Москва).
Является председателем Международного комитета по стандартизации, по неразрушающему контролю и технической диагностике. Член Европейской Академии, вице-президент Международной Академии неразрушающего контроля. Руководитель Научного совета по автоматизированным системам диагностики и испытаний РАН, главный редактор журналов «Контроль. Диагностика» и «Территория NDT», член редколлегии журналов «Дефектоскопия», «Заводская лаборатория», «Приборы», «Диагностика материалов», председатель редакционного совета журнала «Ремонт. Восстановление. Модернизация».
Женат, имеет двоих сыновей.

## Научная деятельность
Является известным специалистом в области неразрушающего контроля качества изделий. Он занимается теоретическими и экспериментальными исследованиями вторичных магнитных полей рассеяния. Руководил разработкой установок внутритрубной диагностики газопроводов, первых отечественных рентгеновских микротомографов и кроулеров для контроля сварных соединений. Разрабатывал теорию электромагнитной модуляционной дефектоскопии. Занимается исследованиями акустической томографии, вихретоковой виброметрии и тепловидения.
Внёс большой вклад в создание виброизмерительной вихретоковой техники, радиационной вычислительной томографии, теории электромагнитного контроля движущихся изделий, магнитной модуляционной дефектоскопии. Создал научную школу по неразрушающему контролю и технической диагностике.

## Труды
Автор более 360 научных работ в области технической диагностики.
- Неразрушающий контроль. Справочник: В 8 т. 2-е изд. М., 2006 (редактор);
- Моя неразрушающая история. М., 2006.

## Награды
- Два ордена Трудового Красного Знамени
- Орден Дружбы народов
- Государственная премия Российской Федерации в области науки и техники за разработку, создание и внедрение методов и средств электромагнитного контроля для обеспечения техногенной безопасности и качества промышленных объектов (1997)[5]
- Премия Совета Министров СССР (1983)
- Премия Правительства Российской Федерации в области науки и техники (2002)[6]